# Reacomodo Nuevo México
Reacomodo Nuevo México är en ort i Mexiko.   Den ligger i kommunen Tecpatán och delstaten Chiapas, i den sydöstra delen av landet, 600 km öster om huvudstaden Mexico City. Reacomodo Nuevo México ligger 236 meter över havet och antalet invånare är 105.
Terrängen runt Reacomodo Nuevo México är kuperad, och sluttar österut. Runt Reacomodo Nuevo México är det ganska glesbefolkat, med 42 invånare per kvadratkilometer. Närmaste större samhälle är Raudales Malpaso, 9,4 km söder om Reacomodo Nuevo México. I omgivningarna runt Reacomodo Nuevo México växer huvudsakligen savannskog.